# Regiolect
Een regiolect is een variëteit van de standaardtaal, die in een bepaalde regio wordt gesproken. Het regiolect neemt een plaats in tussen enerzijds het dialect en stadsdialect (op lager niveau) en anderzijds de standaardtaal (op hoger niveau). Het begrip regiolect is min of meer synoniem aan streektaal in de betekenis van streekgebonden taalvariëteit.

## Etymologie
Het woord regiolect is een porte-manteauwoord van regio en dialect.

## Dialect, regiolect en streektaal
Dialect is in wezen de algemene term voor een omgangstaal in een lokaal of regionaal bepaalde groep. De kleinste homogene taaleenheid is die van het dorps- en stadsdialect. Een breder verband van samenhangende dorpsdialecten in een groter gebied kan dan streektaal heten. Hiervoor worden dan vaak provincienamen gebruikt (Brabants, Gronings enz.), hoewel die geen recht doen aan de vaak aanzienlijke verschillen. Zo is het Limburgs volgens deze definities één streektaal, maar daarbinnen bestaan dan wel grote verschillen die het Zuid- en Midden-Limburgs een sterk eigen karakter geven en die eraan voorbij gaan dat het Noord-Limburgs meer overeenkomsten heeft met het Oost-Brabants en de streektalen in het Land van Maas en Waal, het Rijk van Nijmegen en het Land van Kleef. Taalkundig zijn zij met die streektalen dan ook méér verwant dan met de Zuid- en Midden-Limburgse streektaal. Het dialect van Kerkrade en omgeving is zelfs uitgesproken verwant met Keuls-Rijnlands. Het verschil kan zo groot zijn dat de sprekers van de (uiterste) varianten elkaars taal wel als 'Limburgs' herkennen, maar niet kunnen verstaan. Een soortgelijk grote variatiebreedte bestaat ook onder de vele dialecten die worden samengevat onder de noemer Nedersaksisch.
Een regiolect is de moderne vorm van een streektaal waarin veel lokale verschillen zijn geëgaliseerd en een aanpassing aan de (Nederlandse) standaardtaal heeft plaatsgevonden. Dit is een dynamisch proces dat nog lang geen eindpunt heeft gevonden. Verschillende sociale groepen en leeftijdsgroepen hebben binnen de regiolectisering van de streektaal een eigen positie.
In het bijzonder slaat de term regiolect op een merkbare tendens binnen een streektaal om specifieke kenmerken van plaatselijke dialecten te vervagen (dialectnivellering). Tegelijk wordt ook die streektaal weer aangepast aan de nationaal overkoepelende standaardtaal. Toch blijft een aantal kenmerken - vaak welbewust - gehandhaafd als regionaal identiteitskenmerk, en dan vooral in de uitspraak (fonologie) die zich nu eenmaal het minst makkelijk laat aanpassen.
De achtergrond van deze moderne nivelleringsprocessen ligt in de toegenomen sociale en geografische mobiliteit. Waar de meerderheid van de (plattelands)bevolking vroeger 'honkvast' was en een leven lang in dezelfde omgeving bleef, vaak gedwongen was te blijven, zoekt zij in de moderne samenleving haar sociale contacten en haar huwelijkspartners niet meer exclusief in eigen dorp. Onderwijs en beroep maken het gewoon om naar andere delen van het land te verhuizen. In de meeste dorpsgemeenschappen wordt een onderscheid opgemerkt tussen autochtonen en 'mensen van buiten', welke laatsten in grotere, snelgroeiende dorpen niet zelden 'de toon aangeven' op grond van een hogere sociale status.
Recent onderzoek laat de grote dynamiek zien in de taalnivellering: in 1995 sprak circa een kwart van de Nederlandse ouders dialect met elkaar en een tiende deed dat nog met zijn kinderen. Tegenwoordig spreekt iets meer dan een tiende van de ouders onderling dialect en minder dan een tiende doet dat met zijn kinderen. Wanneer men de regiolecten of zelfs alleen de regionale uitspraakaccenten ook al als 'dialect' definieert, kan men deze percentages weer verveelvoudigen, maar dat zou geen recht doen aan de nivellerende taalprocessen die gaande zijn op het vlak van dialect-regiolect-standaardtaal.
In Vlaanderen vindt eveneens regiolectisering plaats. Hier is positie van de dialecten echter veel sterker dan in Nederland. Met name het West-Vlaams handhaaft zich krachtig. Waar regiolectisering plaatsvindt, wordt deze bepaald door een tendens naar het Brabants en meer uitgesproken naar het Antwerps. Men kan alleen onder voorbehoud in Vlaanderen spreken van een regiolectisering onder de overkoepeling van het Standaardnederlands. Het voorbehoud is dat daarbij een eigen zuidelijke variant van dat Standaardnederlands wordt aangehouden. Door de aanpassing enerzijds van de Nederlandse standaardtaal aan een noordelijke variant en anderzijds aan een zuidelijke variant, doet zich het merkwaardige verschijnsel voor dat dorpen aan de Nederlandse kant van de staatsgrens, die oorspronkelijk vrijwel hetzelfde dialect spraken als hun buurdorpen aan de Vlaamse kant van die grens, nu in taalkundig opzicht uit elkaar drijven. In Oostpruisen, een voormalige Duitse provincie, waren er plaatsen in het huidige Polen met een regiolect. Deze omvatten ook: Olsztyn (Allenstein), Działdowo (Soldau), Ostróda (Osterode), Pisz (Johannisburg), Ełk (Lyck) en Kętrzyn (Rastenburg).

## Kenmerken
Kenmerken van het regiolect zijn: woorden die niet in alle plaatsen binnen de taalregio verstaan worden laat men vallen (meestal, maar niet altijd, ten gunste van de standaardtaal) en als er structurele klankverschillen bestaan (bijvoorbeeld in de Achterhoek: uut in het zuidwesten, oet in het noordoosten) blijft de klank die in de meeste dialecten gebruikt wordt over. Zijn de verschillen evenwel zeer talrijk, dan blijven er vaak twee vormen naast elkaar bestaan. Dit is frequent het geval in Limburg.
In Friesland is die taalvariatie naar verhouding klein geweest; deze provincie wordt feitelijk al eeuwen verdeeld in de streektalen van het Kleifries, het Woudfries en het Zuidwesthoeks. Regiolectisering heeft hier hoogstens tot gevolg dat de typische dialectwoorden verdwijnen (tusiete "sperziebonen" wordt pûltsjes) en dan vaak plaats maken voor woorden uit het overkoepelend Standaardfries. Tegelijk is een tweede regiolectisering gaande namelijk onder invloed van het Standaardnederlands. Traditionele woorden worden door woorden uit die taal (of het Engels) vervangen en moderne begrippen worden rechtstreeks overgenomen en ingepast. Ingrijpend is de 'vernederlandsing' van de woordbetekenis en de zinsbouw (semantiek en syntaxis).

## Verwante begrippen
De termen etnolect, sociolect verwijzen naar taalvariëteiten die kenmerkend zijn voor specifieke, niet aan dorp of streek, maar aan afkomst en sociale status gebonden bevolkingsgroepen.

## Bron
- Driessen, Geert, ‘Ontwikkelingen in het gebruik van streektalen en dialecten in de periode 1995-2003’, Toegepaste taalwetenschap in artikelen (2006), afl. 1, 103-113.